# Halowe Mistrzostwa Europy w Lekkoatletyce 1985 – pchnięcie kulą mężczyzn
Pchnięcie kulą mężczyzn – jedna z konkurencji technicznych rozgrywanych podczas halowych lekkoatletycznych mistrzostw Europy w hali Stadion Pokoju i Przyjaźni w Pireusie. Rozegrano od razu finał 3 marca 1985. Zwyciężył reprezentant Czechosłowacji Remigius Machura. Tytułu zdobytego na poprzednich mistrzostwach nie obronił Jānis Bojārs ze Związku Radzieckiego, który tym razem zajął 4. miejsce.

## Rezultaty

### Finał
Wystąpiło 12 miotaczy.

Opracowano na podstawie materiału źródłowego.
| Miejsce | Zawodnik           | Wynik |
| ------- | ------------------ | ----- |
| 1       | Remigius Machura   | 21,74 |
| 2       | Ulf Timmermann     | 21,44 |
| 3       | Werner Günthör     | 21,23 |
| 4       | Jānis Bojārs       | 20,03 |
| 5       | Marco Montelatici  | 19,64 |
| 6       | Knut Hjeltnes      | 19,54 |
| 7       | Helmut Krieger     | 19,39 |
| 8       | Richard Navara     | 19,21 |
| 9       | Georgi Todorow     | 18,90 |
| 10      | Karsten Stolz      | 18,48 |
| 11      | Anders Skärvstrand | 18,43 |
| 12      | Georg Andersen     | 17,77 |